# 閻瑞生案
閻瑞生案是发生于1920年6月9日的上海命案。阎瑞生伙同吴春芳、方日珊二人在市郊新泾处劫杀名妓王莲英。最终，阎瑞生与吴春芳被拘捕槍決，方日珊逃脱。阎瑞生處槍斃之日，圍觀人數有過萬。

## 阎瑞生、王莲英其人
閻瑞生（1895年－1920年11月23日），原籍河南汤阴县，1895年出生于上海，本是二世祖，也是就讀於震旦大學的大學生，外文流利，長相不俗，因為是風月場及賭博的愛好者，所以被迫中途退學。閻瑞生因為懂外語，所以曾任買辦，但因為欠巨債而失業。案发时，已婚。
王莲英的生父是杭州旗人。生父早逝，生母董氏再嫁王长发。1916年，王莲英从女校辍学，至上海为妓。1917年，上海“新世界”举办“花国竞选”。王得票数排名第四，称“花国总理”，成为名妓。1919年，王与客人杨习珪生下一女，后重操旧业，不久遇害。年约20余岁。案发后，杨习珪曾“日夜登台自己作自己”“伤心人现身说真情”。《申报》在九年后报道，当时，王莲英尸体仍未安葬。

## 案件经过
1920年时，阎瑞生向相好的妓女题红馆借钻戒，用以抵押购买跑马票。后因无法赎回钻戒，為賺快錢，决意打劫名妓。最初，阎瑞生想劫交往多年的名妓林黛玉。6月9日邀约林黛玉失败，转约王莲英。当日，阎向好友、大学同学朱稚嘉借来1240号的小轿车，以外出兜风为名，与吴春芳、方日珊二人将王莲英骗至市郊。三人遂将王莲英用绳索勒死，抢去珠宝首饰后。阎原计划叫吴、方二人掩埋尸体，因天色已晚，简单抛尸于麦田。或说第二日，阎要求吴、方二人深埋尸体，二人怕冤魂缠身，未执行。王莲英尸体于6月15日在徐家汇镇的麦田中被发现。17日，《申报》第11版发文《女尸验系勒毙》、《妓女失踪之请缉》，次日确认死者为妓女王莲英。
阎瑞生杀死王莲英仍留于上海，后被朱某找到询问相关情况，遂逃亡外地。同年7月，他在徐州铜山县附近的火車站被捕。押回上海后，在法租界的会审公廨进行一审，一审死刑。后引渡至华界。11月23日，阎瑞生在龙华被枪毙。

## 改编作品

1921年同名电影剧照

閻瑞生案发生后即成社会舆论的焦点。7月2日，《申报》刊登广告，宣布要出版《莲英惨史》。其后，《阎瑞生自述》、《莲英痛史》、《枪毙阎瑞生》之类书籍不一而足。阎瑞生被枪毙之时，上海大舞台演出连台本戏《莲英劫》，上海笑舞台演出文明戏《莲英被难记》。上海新舞台的夏月珊、夏月润兄弟亦演出改编的文明戏《阎瑞生》。1921年改編成同名電影《阎瑞生》，也曾經改編成京劇、相聲等，成為經典。2014年电影《一步之遥》则是根据阎瑞生案改编的另一部电影。

## 备注
1. ↑  林黛玉本名不详，或称陆金宝。
2. ↑  朱稚嘉为朱葆三的五儿子[3]，故称朱老五[2]。